# Titels in gebruik bij de Khmer
In het Khmerrijk en de rijken ervoor en erna zoals Funan en Chenla waren verschillende titels in gebruik voor leden in de samenleving. Voor zover bekend hier een overzicht:
- Acaraya : Een geestelijk leider of leraar.
- aditya : Een achtervoegsel dat betekent rijzende zon.
- B'natil : Heerser van de berg, titel gebruikt voor de koningen in de oudere rijken.
- Chakravartin : Een titel voor de hoge koning of universeel heerser. Afkomstig uit het Sanskriet.
- ~deva : Een achtervoegsel dat betekent hemels of goddelijk (mannelijk).
- ~devi : Een achtervoegsel dat betekent hemels of goddelijk (vrouwelijk).
- Devaraja : Zie Devaraja
- Dhuli jen vrah kamraten an : De hoogste titel die een koning kon geven.
- Fan : Zie Pon
- Guru : Zie Goeroe
- Hotar : Een priester.
- ~isvara : Een achtervoegsel dat betekent de eigenschappen van Shiva hebben.
- Jaya : Een voorvoegsel dat betekent overwinning/overwinnaar (uit het Sanskriet).
- Kamratan : Een religieuze titel, hoger dan een Kamsten.
- Kamsten : Een religieuze titel.
- Khlon glan : De opzichter van een opslagplaats.
- Khlon karaya : De opzichter over ter arbeidsgestelden.
- Khlon Visaya : Een ambtenaar baas over landeigenaarschap.
- Knum : Een jonger lid van de familie, ook een slaaf.
- Mantrin : Een adviseur of minister van de koning.
- Mratan : Een ambtenaar aangewezen door de koning in het landelijk of regionaal bestuur.
- Mratan Klon : Een ambtenaar aangewezen om een plaats of regio te besturen.
- Mratan Kurun : Een ambtenaar aangewezen om een regio te besturen, hoger dan een Mratan Klon.
- Pon : Zie Pon
- Rajakulamahamantri : Titel die letterlijk betekent: de grote adviseur.
- Sresthin : Een ambtenaar op middelbaar niveau.
- Surya : Een voorvoegsel dat betekent: "de zon"
- Tamrvac : Centraal aangewezen agenten voor de regering in de provincies.
- Vap : Een eretitel die vader betekent.
- ~varman : Een achtervoegsel dat betekent schild of beschermer.
- Vrah Guru : Een hogere minister met de verantwoordelijkheid voor religieuze zaken en gebouwen.
- Vrah kamraten an : Een religieuze titel gegeven aan koninklijke leiders.
- Vyapara : Een ambtenaar aangewezen door de koning om grenzen vast te stellen en te wijzigen.